# Volverte a ver
Volverte a Ver é um filme mexicano que estreou dia 25 de dezembro de 2008 nos cinemas. Dirigido por Gustavo Adrián Garzón e protagonizado por Alfonso Herrera e Ximena Herrera.

## Sinopse
Pablo (Alfonso Herrera) tem tudo...bom, quase tudo. Carismático e brilhante Diretor Criativo de uma renomada empresa de moda, dificilmente passa despercebido entre as mulheres, apesar de que hoje em dia vermos ele sozinho e centrado em seu trabalho. Sua musa é uma locutora de rádio chamada Mandala, mas o destino se encarrega de que conheça Sofía (Ximena Herrera), uma dinâmica reporter que poderia ser sua inspiração. O que Pablo não sabe é que ambas mulheres são a mesma mulher que conheceu em um aeroporto na Argentina e de quem tem apenas sua lembrança, uma foto e uma nota sem assinatura. Volverte a Ver é uma comédia romântica de encotros e desencontros, do valor da amizade e das surpresas que o amor nos tem guardadas quando um menos espera.

## Elenco
- Alfonso Herrera como Pablo
- Ximena Herrera como Sofia/Mandala
- Mónica Huarte como Rita
- Luis Calvillo como Andrés
- Andrea Damián como Ana
- Eduardo Manzano como Dr. Bauer
- Juan Pablo Medina	como Marco
- Juan Carlos Martín del Campo como Suriel

## Trilha sonora
- 1. Kt Tunstall - Hopeless
- 2. Chenoa - Volverte a ver
- 3. Belanova - Cada que….(remix)
- 4. Motel - Aparador
- 5. Colbie Caillat- Bubbly
- 6. Babasonicos - Cuello rojo
- 7. Nortec Collective presents: bostich+fussible - Tijuana sound machine
- 8. Zoé - Dead
- 9. Paul Oakenfold, Suzie del Vecchio - Mesmerized
- 10. Alpha - Elvis
- 11. Nat “king” cole trio gee baby - Ain’t i good to you?
- 12. Score - Shampoo
- 13. Volovan, Ximena Sariñana - Monitor
- 14. Improbable people - T’was only me
- 15. Antonio Carmona - Lucia Fernanda
- 16. Nina & Maria - Hank St Tropez
- 17. Pat C.& Chips - Cowboy Cosmopolita
- 18. Le Hammond - Inferno Not On The Guest List
- 19. Mina - Desktop
- 20. Nina - World
- 21. Score - Volverte a Ver
- 22. Score -  Vete Tu Sola